# Квасников, Михаил Юрьевич
Михаил Юрьевич Квасников (21 августа 1970 года, Москва — 2 июля 2021 года, Москва) — российский учёный, специалист в области лакокрасочных материалов, один из ведущих специалистов в области электроосаждения, профессор, доктор технических наук.

## Биография
Михаил Юрьевич Квасников родился 21 августа 1970 года в Москве. В 1992 году окончил с красным дипломом РХТУ имени Д. И. Менделеева, по специальности химическая технология полимеров. Параллельно с обучением с 1992 в аспирантуре получил удостоверение брокера и работал на Московской бирже. Защитил кандидатскую диссертацию в 1995 году по тематике «Меламино-алкидные покрытия, модифицированные перфторуглеводородами».
В 1997 получил MBA в UCLA.
В 2007 окончил Московский государственный юридический университет, после этого иногда оказывал благотворительные юридические услуги.
Защитил докторскую диссертацию в 2009 году по теме «Фторсодержащие лакокрасочные композиции и покрытия на их основе».
В 2016 году назначен на должность Проректора по научной и инновационной деятельности в РХТУ имени Д. И. Менделеева.
В 2018 году написал книгу «Оборудование для термоотверждения лакокрасочных покрытий».
Квасников М. Ю. вел научную и методическую работу, принимал участие в создании и запуске лакокрасочных линий на более 40 автомобильных и машиностроительных заводах, участвовал в работе международных и российских конференций. Являлся членом 3 учёных советов, членом редколлегии профильного журнала «ЛКМ и их применение», экспертом в Фонде содействия развитию малых форм предприятий в научно-технической сфере по направлю «Новые материалы и технологии», эксперт научно-технической сферы в Минобрнауки и Минпромторге.
Квасников Михаил Юрьевич является автором около 300 научных и методических работ. Написал 106 статей, 2 книги, 29 докладов на конференциях, 7 тезисов докладов, 2 НИР, 18 патентов, 1 награда, 1 членство в редколлегии журнала, 2 диссертации, 37 дипломных работ, 6 учебных курсов.
С 1994 принимал участие в функционировании компании НПО «Машхимпром», являясь научным двигателем компании.
В 2013 возглавил ФГУП «Гипроавтопром».

## Личная жизнь
Очень любил путешествовать, со своей семьей и друзьями посетил более 60 стран.
Обладал потрясающей памятью, эрудицией и энциклопедическими знаниями во многих областях. Отличался необыкновенной харизмой и организаторскими способностями, которые успешно использовал не только в работе, но и увлечениях, ставших неотъемлемой частью его жизни.
В 2021 году скончался после 3 недель нахождения в реанимации от коронавирусной инфекции COVID-19.
- Отец — к.х.н. Квасников Юрий Петрович[8].
- Мать — д.х.н. проф. Крылова, Инна Александровна (29 апреля 1937 года — 1 января 2018 года) —специалист в области лакокрасочных материалов.
- Жена — Радыгина Лидия Александровна.
- Дети: Тимофей, Петр и Светлана.